# Belgische kampioenschappen indoor atletiek 2010
In 2010 werden de Belgische kampioenschappen indoor atletiek Alle Categorieën gehouden op zondag 21 februari in Gent. Op dit kampioenschap verbeterde Svetlana Bolshakova haar pas een week oude Belgisch record hink-stap-springen van 13,72 m tot 13,84 m. Fanny Smets stelde het uit 2003 daterende Belgisch record polsstokhoogspringen van 4,10 m op 4,11 m.

## Uitslagen

### 60 m
| rang   | atleet             | prestatie |
| ------ | ------------------ | --------- |
| Goud   | Damien Broothaerts | 6,80 s    |
| Zilver | Daniel Baerts      | 6,81 s    |
| Brons  | Wout Verhoeven     | 6,85 s    |

| rang   | atlete          | prestatie |
| ------ | --------------- | --------- |
| Goud   | Elisabeth Davin | 7,33 s    |
| Zilver | Eline Berings   | 7,39 s    |
| Brons  | Olivia Borlée   | 7,43 s    |

### 200 m
| rang   | atleet         | prestatie |
| ------ | -------------- | --------- |
| Goud   | Kristof Beyens | 21,75 s   |
| Zilver | Wim Van Belle  | 21,99 s   |
| Brons  | Miguel Moral   | 22,00 s   |

| rang   | atlete           | prestatie |
| ------ | ---------------- | --------- |
| Goud   | Justine Desondre | 24,00 s   |
| Zilver | Elke Bogemans    | 24,06 s   |
| Brons  | Camille Laus     | 25,11 s   |

### 400 m
| rang   | atleet          | prestatie |
| ------ | --------------- | --------- |
| Goud   | Evert Feyaerts  | 49,09 s   |
| Zilver | Will Oyowe      | 49,81 s   |
| Brons  | Jori Stroobants | 50,25 s   |

| rang   | atlete          | prestatie |
| ------ | --------------- | --------- |
| Goud   | Wendy Den Haeze | 55,51 s   |
| Zilver | Axelle Dauwens  | 56,20 s   |
| Brons  | Isaura Rossaert | 57,80 s   |

### 800 m
| rang   | atleet           | prestatie |
| ------ | ---------------- | --------- |
| Goud   | Hans Omey        | 1.53,30   |
| Zilver | Stefan Van Aelst | 1.53,39   |
| Brons  | Matthias Stubbe  | 1.53,70   |

| rang   | atlete               | prestatie |
| ------ | -------------------- | --------- |
| Goud   | Charlotte Debroux    | 2.08,94   |
| Zilver | Mariska Parewyck     | 2.10,33   |
| Brons  | Lynn Van Der Stricht | 2.12,44   |

### 1500 m
| rang   | atleet           | prestatie |
| ------ | ---------------- | --------- |
| Goud   | Geoffrey Marrion | 3.54,97   |
| Zilver | Koen De Veylder  | 3.56,68   |
| Brons  | Bert Misplon     | 3.56,97   |

| rang   | atlete           | prestatie |
| ------ | ---------------- | --------- |
| Goud   | Nathalie Loubele | 4.37,20   |
| Zilver | Griet Lauryssen  | 4.44,40   |
| Brons  | Marlies Schils   | 4.46,09   |

### 3000 m
| rang   | atleet              | prestatie |
| ------ | ------------------- | --------- |
| Goud   | Dieter Vanstreels   | 8.10,62   |
| Zilver | Wesley De Kerpel    | 8.12,38   |
| Brons  | Koen Vandermarliere | 8.20,00   |

### 60 m horden
| rang   | atleet             | prestatie |
| ------ | ------------------ | --------- |
| Goud   | Adrien Deghelt     | 7,68 s    |
| Zilver | Damien Broothaerts | 7,70 s    |
| Brons  | Quentin Ruffacq    | 8,02 s    |

| rang   | atlete          | prestatie |
| ------ | --------------- | --------- |
| Goud   | Eline Berings   | 8,10 s    |
| Zilver | Elisabeth Davin | 8,26 s    |
| Brons  | Sara Aerts      | 8,46 s    |

### Verspringen
| rang   | atleet            | prestatie |
| ------ | ----------------- | --------- |
| Goud   | Nicolas Stempnick | 7,32 m    |
| Zilver | Cedric Nolf       | 7,28 m    |
| Brons  | Wim Marynissen    | 7,12 m    |

| rang   | atlete      | prestatie |
| ------ | ----------- | --------- |
| Goud   | Els De Wael | 5,98 m    |
| Zilver | Anne Claes  | 5,89 m    |
| Brons  | Lore Wostyn | 5,87 m    |

### Hink-stap-springen
| rang   | atleet              | prestatie |
| ------ | ------------------- | --------- |
| Goud   | Michael Velter      | 16,20 m   |
| Zilver | Corentin Debailleul | 15,47 m   |
| Brons  | Gert Brijs          | 14,04 m   |

| rang   | atlete              | prestatie |
| ------ | ------------------- | --------- |
| Goud   | Svetlana Bolshakova | 13,84 m   |
| Zilver | Anne Claes          | 13,19 m   |
| Brons  | Griet Van Laer      | 11,78 m   |

### Hoogspringen
| rang   | atleet           | prestatie |
| ------ | ---------------- | --------- |
| Goud   | Stijn Stroobants | 2,18 m    |
| Zilver | Bart Van Deursen | 2,13 m    |
| Brons  | Timothy Hubert   | 2,07 m    |

| rang   | atlete            | prestatie |
| ------ | ----------------- | --------- |
| Goud   | Hannelore Desmet  | 1,86 m    |
| Zilver | Hanne Van Hessche | 1,83 m    |
| Brons  | Sarah De Vogelaer | 1,71 m    |

### Polsstokhoogspringen
| rang   | atleet            | prestatie |
| ------ | ----------------- | --------- |
| Goud   | Sébastien Hoffelt | 5,10 m    |
| Zilver | Laurent Vanhees   | 5,10 m    |
| Brons  | Jonas De Meyer    | 4,80 m    |

| rang   | atlete            | prestatie |
| ------ | ----------------- | --------- |
| Goud   | Fanny Smets       | 4,11 m    |
| Zilver | Aurélie De Ryck   | 3,86 m    |
| Brons  | Anouk Vercauteren | 3,81 m    |

### Kogelstoten
| rang   | atleet            | prestatie |
| ------ | ----------------- | --------- |
| Goud   | Wim Blondeel      | 18,08 m   |
| Zilver | Jurgen Verbrugghe | 16,61 m   |
| Brons  | Filip Eeckhout    | 16,32 m   |

| rang   | atlete               | prestatie |
| ------ | -------------------- | --------- |
| Goud   | Catherine Timmermans | 14,50 m   |
| Zilver | Sophie Verlinden     | 13,75 m   |
| Brons  | Jolien Boumkwo       | 13,59 m   |

1985 ·
1986 ·
1987 ·
1988 ·
1989 ·
1990 ·
1991 ·
1992 ·
1993 .
1994 ·
1995 .
1996 ·
1997 ·
1998 .
1999 ·
2000 .
2001 · 
2002 · 
2003 · 
2004 · 
2005 · 
2006 · 
2007 · 
2008 · 
2009 · 
2010 · 
2011 · 
2012 · 
2013 · 
2014 ·
2015 ·
2016 ·
2017 ·
2018 ·
2019 ·
2020 ·
2021 ·
2022 ·
2023 ·
2024 ·
2025